# Coussarea leptophragma
Coussarea leptophragma är en måreväxtart som beskrevs av Johannes Müller Argoviensis. Coussarea leptophragma ingår i släktet Coussarea och familjen måreväxter. Inga underarter finns listade i Catalogue of Life.